# Cristian Zabala
Cristian Zabala (San Francisco Solano, provincia de Buenos Aires, Argentina; 4 de marzo de 1998) es un futbolista argentino. Juega como centrocampista y su equipo actual es Independiente del Valle de la Serie A de Ecuador.

## Trayectoria
Realizó su primer pretemporada con el plantel de Primera en 2018. Su debut llegó el 27 de agosto en la derrota por 2-1 frente a Atlético de Rafaela, ingresando a los 33 minutos del segundo tiempo por Augusto Max.
Días después firmó su primer contrato profesional, que lo liga con el club hasta 2022.
Ya en la temporada siguiente Zabala convirtió su primer gol. Fue contra Gimnasia y Esgrima de Mendoza, partido que terminó 2-2.
En 2020 pasa a Tigre. Le convirtió un gol a Barracas Central en la final por el ascenso a Primera División de Argentina. Partido jugado el 22 de noviembre de 2021 en la cancha de Banfield.
En 2024 tras terminar contrato con Tigre fichó por el Independiente del Valle de la Primera División de Ecuador, por un año en condición de jugador libre.

## Estadísticas

### Clubes
Actualizado al último partido jugado el 22 de junio de 2025.
| Quilmes Argentina | 2.ª                 | 2018-19             | 5   | 0 | -  | - | -  | - | 5   | 0 | 0,00 |
| Quilmes Argentina | 2.ª                 | 2019-20             | 19  | 1 | -  | - | -  | - | 19  | 1 | 0,05 |
| Quilmes Argentina | Total club          | Total club          | 24  | 1 | 0  | 0 | 0  | 0 | 24  | 1 | 0,04 |
| Tigre Argentina | 2.ª                 | 2020                | 8   | 0 | 0  | 0 | -  | - | 8   | 0 | 0,00 |
| Tigre Argentina | 2.ª                 | 2021                | 27  | 2 | 4  | 0 | -  | - | 31  | 2 | 0,06 |
| Tigre Argentina | 1.ª                 | 2022                | 38  | 0 | 2  | 0 | -  | - | 40  | 0 | 0,00 |
| Tigre Argentina | 1.ª                 | 2023                | 32  | 1 | 1  | 0 | 8  | 0 | 41  | 1 | 0,02 |
| Tigre Argentina | Total club          | Total club          | 105 | 3 | 7  | 0 | 8  | 0 | 120 | 3 | 0,02 |
| Independiente del Valle · Ecuador | 1.ª                 | 2024                | 30  | 4 | 5  | 0 | 7  | 0 | 42  | 4 | 0.1  |
| Independiente del Valle · Ecuador | 1.ª                 | 2025                | 12  | 0 | 0  | 0 | 5  | 0 | 17  | 0 | 0    |
| Independiente del Valle · Ecuador | Total club          | Total club          | 42  | 4 | 5  | 0 | 12 | 0 | 59  | 4 | 0.07 |
| Total en su carrera | Total en su carrera | Total en su carrera | 171 | 7 | 12 | 0 | 20 | 0 | 203 | 8 | 0.04 |
| (1) Las copas nacionales se refiere a la Copa Ecuador (2024), la Copa Argentina (2021-2023) y el Trofeo de Campeones (2022). (2) Las copas internacionales se refiere a la Copa Libertadores (2024-2025) y la Copa Sudamericana (2023-2024). (3) Media de goles por encuentro. No incluye goles en partidos amistosos. |                     |                     |     |   |    |   |    |   |     |   |      |

## Palmarés

### Campeonatos nacionales
| Título             | Equipo | Año  |
| ------------------ | ------ | ---- |
| Primera B Nacional | Tigre  | 2021 |